# 중국문학기행
《중국문학기행》은 1992년 11월 10일부터 12월 16일까지 MBC에서 제작, 방영한 교양프로그램이다.

## 기획 의도
오랜 세월에 걸쳐서 한국 문학과 한국인의 정서에 큰 영향을 끼쳐 온 중국의 대표적인 문학 작품과 문인, 사상가들의 삶과 작품의 배경을 대한민국 시청자들에게 소개한다는 의도로 제작되었다. 전작인 《명작의 고향》, 《명곡의 고향》, 《명화의 고향》, 《러시아, 동구의 문학과 예술》과 마찬가지로 해외 현지 취재를 통해 제작되었는데, 특히 한 · 중 수교를 앞둔 시점인 1992년 여름 내내 중국 대륙 현지를 취재함으로써 당시 중국 및 현지 주민들의 삶을 직접 촬영하여, 결과적으로 1990년대 초반 중국의 모습을 담은 기록사적 가치도 가진 방송이 되었다. 또한 1980년대 말 ~ 1990년대 초 탈냉전 및 중국과의 관계개선, 수교를 통해 오랫동안 접근이 차단되었던 중국 대륙 내부를 취재했다는 점에서 《러시아, 동구의 문학과 예술》과 맥락을 같이 한다.

## 내레이션 및 목소리 출연

### 내레이션
- 황원
- 양지운
- 김도현

### 목소리 출연[3]
- 박기량

## 방영 목록
| 년     | 회차           | 방송                         | PD     | 조연출 | 작가   |
| 1992년 | 1회(11월 10일) | 삼국지 1편 : 영웅들 일어서다 | 이진섭 | 김학영 | 정성주 |
| 1992년 | 2회(11월 11일) | 삼국지 2편 : 불타는 적벽     | 이진섭 | 김학영 | 정성주 |
| 1992년 | 3회(11월 17일) | 삼국지 3편 : 오장원 가는 길  | 이진섭 | 김학영 | 정성주 |
| 1992년 | 4회(11월 24일) | 수호전 : 양산박의 영웅들     | 이진섭 | 김학영 | 박명성 |
| 1992년 | 5회(11월 25일) | 공자를 찾아서                | 이상민 | 이근행 | 정성주 |
| 1992년 | 6회(12월 8일)  | 이백과 두보                  | 이상민 | 이근행 | 정성주 |
| 1992년 | 7회(12월 9일)  | 소동파                       | 이상민 | 이근행 | 박명성 |
| 1992년 | 8회(12월 16일) | 노신                         | 이상민 | 이근행 | 이영숙 |